# Paula Myllyoja
Paula Myllyoja, född 20 maj 1984, är en finländsk fotbollsspelare som representerar RCD Espanyol Femení och det finländska landslaget.